# Buhajra
Buhajra (arabsky: البحيرة‎) je egyptský guvernorát. Nachází se na severu země. Jeho rozloha je 9 826 km2, v roce 2012 zde žilo 5 327 000 obyvatel. Nachází se zde těžebně významná lokace Vádí Natrun, kde se těží velice vzácný minerál natron.[ujasnit] Hlavním městem guvernorátu je Damanhúr. Nachází se zde i město Rašíd (zvané též Rosetta), proslavené nálezem Rosettské desky.